# داليا (اسم)

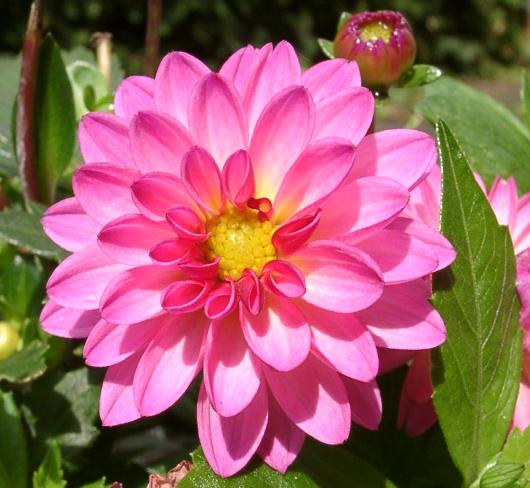
زهرة داليا: واحدة من معاني الاسم

داليا (بالإنجليزية: Dalia)‏ (بالعبرية: דַּלְיָה)هو اسم أنثوي شائع في اللغة العربية والعبرية. والاسم موجود في أصول اللغة العربية ومصدره (كرم العنب)، أما في اللغة العبرية فيوجد و مصدره (قمة أو طرف) الفرع، ويشار به إلى طرف العنب وشجر الزيتون. أيضًا هناك إشارة إلى هذا الاسم في بعض الكتب المقدسة والتلمود.
أحيانًا، يكون هناك خلط في اللغة العبرية بين المعنى الأول وبين الاسم الذي يطلق على زهرة داليا (بالإنجليزية: Dahlia)‏ والتي سميت باسم عالم النباتات السويدي أنديرس دال.
داليا أيضًا من الأسماء الأنثوية المشهورة في ليتوانيا، والذي يعني المصير أو النهاية، والذي هو مأخوذ من اسم إلهة في الميثولوجيا الليتوانية. داليا يطلق أيضا على حاملة العنب والناعورة[بحاجة لمصدر]

## أسماء علم مسماة على الأزهار والورود
- ياسمين (اسم)
- ريحانة (اسم)
- وردة (اسم)
- زهرة (اسم)
- فلة (اسم)
- نرجس (اسم)